# Пам'ятник Анні Ярославні
Па́м'ятник Анні Ярославні, київській княжні — майбутній Королеві Франції в Києві — скульптура української княжни, доньки Ярослава Мудрого, майбутньої королеви Франції Анни Київської у вигляді дитини; знаходиться в центрі міста у сквері Анни Київської на Львівській площі. Дитячі роки княжни пройшли в Києві, а у віці близько 18 років вона стала дружиною Генріха I та переїхала до Франції.
За твердженням автора скульптури Констянтина Скритуцького від виникнення ідеї створення пам'ятника Анні Ярославні до безпосереднього встановлення пройшло два роки.
Пам'ятник виготовлений з бронзи. Скульптура розміщена на бетонному чотиригранному постаменті, висота скульптури близько метра, загальна висота пам'ятника — близько 2 метрів. На лицьовій і лівій гранях постаменту прикріплені анотаційні бронзові таблички.
Скульптура зображає фігуру маленької Анни в повний ріст — вона одягнена в мантію, голову прикрашає вінець, руки притискають до грудей Євангеліє, ноги зображені босими.

## Відкриття пам'ятника
Пам'ятник урочисто відкрито 10 листопада 2016 року. У церемонії взяли участь посли Швейцарії, Бельгії, Мексики, Польщі, Словенії, Норвегії, Грузії, а також міністр культури України Євген Нищук та посол Франції в Україні Ізабель Дюмон.

## Проєкт Чотири королеви
Пам'ятник є першим у великому проєкті «Шлях Королеви», ініціатором якого є Головний куратор Міжнародного фестивалю мистецтв «Anne de Kyiv Fest». У рамках проєкту планується встановлення авторських реплік пам'ятника на шляху Анни Київської до Франції. Станом на 2018 рік, 2 жовтня 2018 року встановлено пам'ятник у Тулузі, Франція. А також офіційно мерією Києва і фестивалем «Anne de Kyiv Fest» передано для встановлення у Кракові, Польща. Перемовини щодо інших міст тривають.